# Боштедт
Боштедт (нім. Boostedt) — громада в Німеччині, розташована в землі Шлезвіг-Гольштейн. Входить до складу району Зегеберг. Складова частина об'єднання громад Боштедт-Ріклінг.
Площа — 27,11 км2. Населення становить 6568 ос. (станом на 31 грудня 2020).

## Галерея

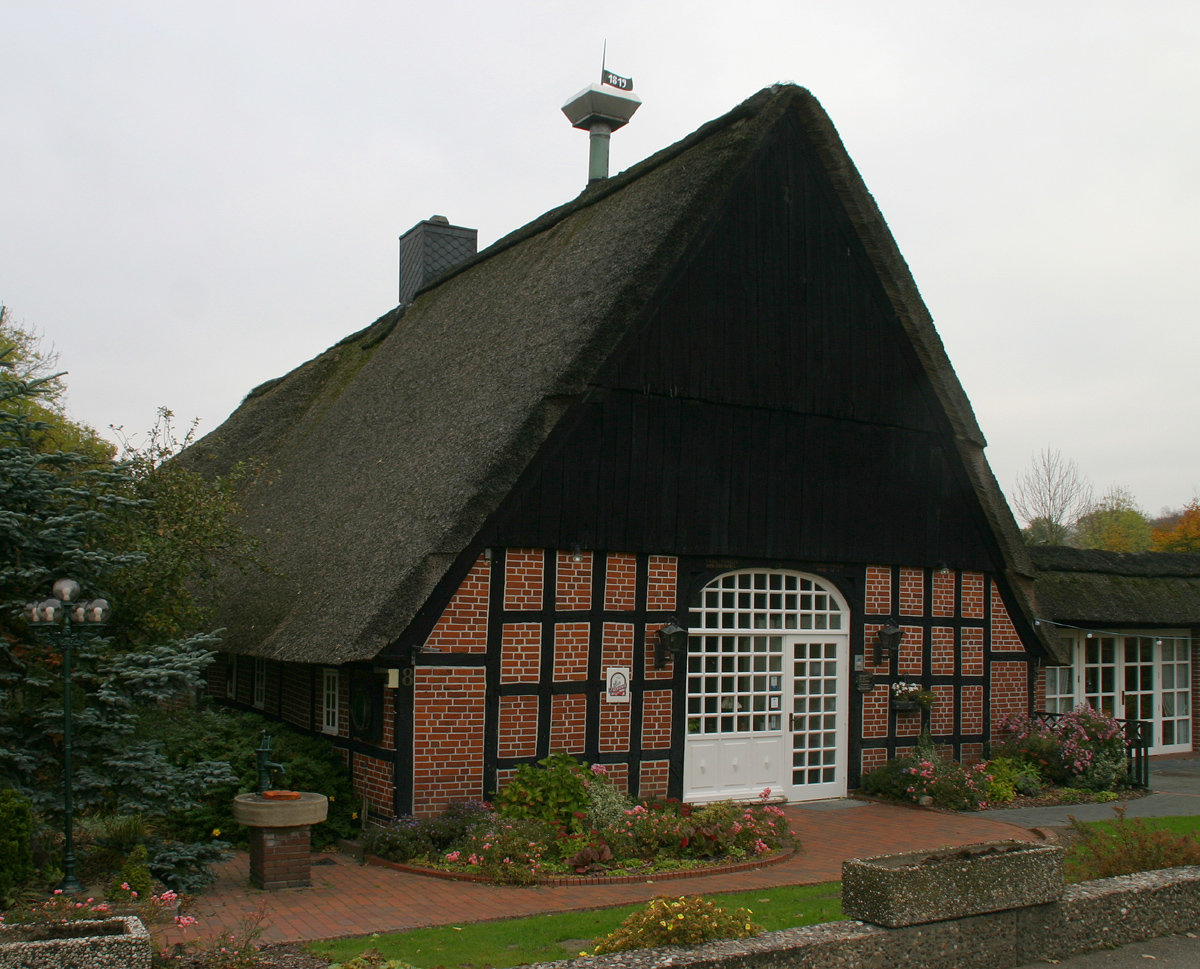
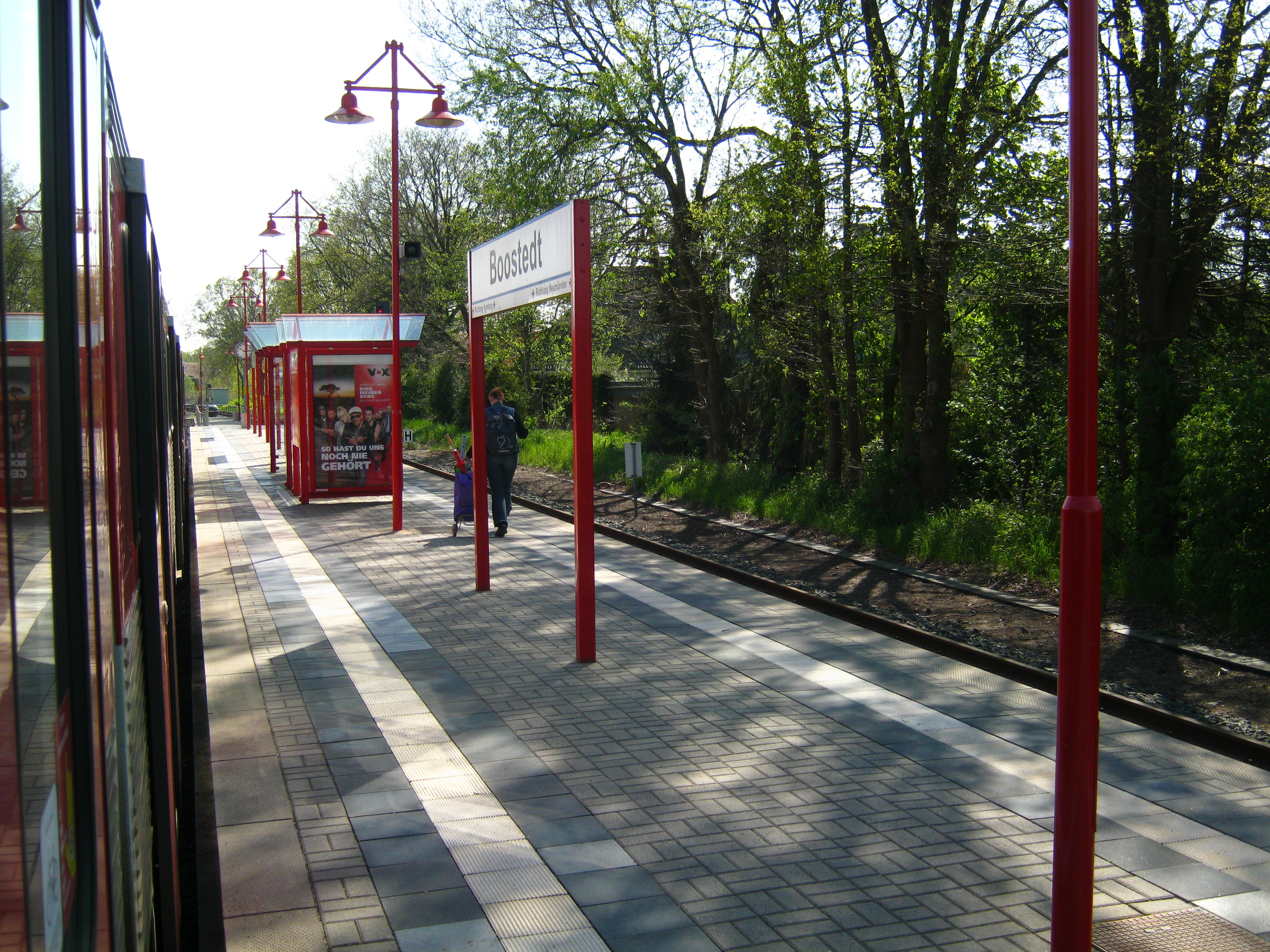